# Rhamdia foina
Rhamdia foina és una espècie de peix de la família dels heptaptèrids i de l'ordre dels siluriformes.

## Morfologia
Els mascles poden assolir els 16,5 cm de llargària total.

## Distribució geogràfica
Es troba a Guaiana i el Brasil.